# Berberis morrisonensis
Berberis morrisonensis är en berberisväxtart som beskrevs av Bunzo Hayata. Berberis morrisonensis ingår i släktet berberisar, och familjen berberisväxter. Inga underarter finns listade i Catalogue of Life.